# Montenois
Montenois é uma comuna francesa na região administrativa de Borgonha-Franco-Condado, no departamento de Doubs. Estende-se por uma área de 8,03 km². Em 2010 a comuna tinha 1 533 habitantes (densidade: 190,9 hab./km²).